# 공중도둑
공중도둑은 대한민국의 포크, 일렉트로니카, 인디음악 음악가이다. 2012년부터 휴 (Hyoo)라는 이름으로 활동을 시작했으며, 2015년 공중도덕이라는 이름으로 발매한 동명의 음반이 한국대중음악상 올해의 신인, 최우수 모던록 음반 부문에 노미네이트되면서 주목을 받는다. 이후 Show Me The Money 5에서 나온 동명의 힙합 그룹과 혼동을 막기 위해 공중도둑으로 이름을 바꾼다. 
2018년 8월 7일 정규 음반 무너지기를 발매했으며, 보컬에 인디 뮤지션 Summer Soul이 참여했다. 이 음반은 미국의 메타데이터 웹사이트 레이트 유어 뮤직에서 이 음반을 잭 존슨, 피쉬만즈와 비교하면서 극찬을 했으며, 이외에도 웨이브 등의 매체에서 좋은 평을 하면서 화제가 된다.